# 가미오가와촌 (후쿠시마현)
가미오가와촌(上小川村)은 후쿠시마현 이와키군에 일찍이 존재했던 촌이다.

## 지리
- 현재의 이와키시 동남부에 해당한다.

- 1889년 4월 1일 - 정촌제 시행에 의해 후쿠오카촌, 가미오카와촌이 합병해 이와사키군 가미오가와촌이 성립하였다.
- 1896년 4월 1일 - 이와사키군, 사쿠다군과 합병해 이와키군이 성립해, 동일 아카이촌이 되었다.
- 1955년 2월 11일 - 시모오가와촌, 아카이촌의 일부와 합병해 오가와촌이 성립하여, 동일 가미오가와촌이 소멸하였다.

## 인구
- 1891년 1,078
- 1920년 2,111
- 1947년 2,417

## 교통

### 철도
- 일본국유철도 (→동일본 여객철도)
  - 반에쓰토선

## 참고문헌
- 角川日本地名大辞典編纂委員会『角川日本地名大辞典 7 福島県』、角川書店、1981年 ISBN 4040010701
- 日本加除出版株式会社編集部『全国市町村名変遷総覧』、日本加除出版、2006年、ISBN 4817813180